# بييتراغالا
بييتراغالا (بالإيطالية: Pietragalla)‏ هي بلدية في مقاطعة بوتنسا في إقليم بازيليكاتا الإيطالي.

## السكان
في سنة 1861 بلغ عدد السكان 5٬300 نسمة، وتطور العدد ليصل في سنة 2011 لـ 4٬267 نسمة.
يظهر هذا المخطط البياني تطور النمو السكاني لـ بييتراغالا